# Fernoël
Fernoël – miejscowość i gmina we Francji, w regionie Owernia-Rodan-Alpy, w departamencie Puy-de-Dôme.
Według danych na rok 1990 gminę zamieszkiwały 184 osoby, a gęstość zaludnienia wynosiła 13 osób/km² (wśród 1310 gmin Owernii Fernoël plasuje się na 665. miejscu pod względem liczby ludności, natomiast pod względem powierzchni na miejscu 657.).